# Илюхин, Фёдор Тимофеевич
Фёдор Тимофе́евич Илю́хин (13 июня 1911, село Красный Кут, сейчас — Антрацитовского района Луганской области, Украина — 10 марта 2007, Донецк, Украина) — советский и украинский писатель, автор книги «Двести двадцать дней в тылу врага» и выдающийся фронтовой разведчик времён Великой Отечественной войны (фронтовой псевдоним — Фёдор Верный), командир разведывательно-диверсионной группы, кавалер ордена Ленина (1944).
Разведывательно-диверсионная группа Федора Илюхина, выполняя поставленные командованием задачи, провела операцию «Лора» на территории полуострова Крым по уничтожению путём диверсионной деятельности техники и живой силы противника, получению важной информации о его силах, дислокации, планах ведения боевых действий и т. п. Операция в тылу врага продолжалась в течение 220 дней, что и послужило источником названия написанной впоследствии Федором Тимофеевичем книги.
Деятельности в Крыму Ф. Т. Илюхина и его разведывательно-диверсионной группы также посвящена глава вторая книги «Разведчики в тылу врага», которая называется «Разведчики группы Верного» (автор главы — полковник С. П. Романов).
Также во время ВОВ, Ф. Т. Илюхин выполнял другие задачи советского командования — на Кавказе, Западной Украине, Висловском плацдарме. Был участником битвы за Берлин.
После завершения войны поселился в г. Донецке Украинской ССР, в Петровском районе, на ул. Зональной, где и прожил до самой смерти. Работал электриком, энергодиспетчером. Писал книги и стихи. Слыл заядлым любителем-виноградарем. О достигнутых на этой ниве успехах Ф. Т. Илюхина в 70-е годы был снят и продемонстрирован сюжет по общесоюзному телевидению. Вплоть до глубокой старости занимался активной общественной деятельностью: принимал участие во всевозможных мероприятиях, посвященных памяти ВОВ (митингах, демонстрациях, уроках мужества и т. п.).